# Lindneromyia pulchra
Lindneromyia pulchra är en tvåvingeart som först beskrevs av Snow 1894.  Lindneromyia pulchra ingår i släktet Lindneromyia och familjen svampflugor. Inga underarter finns listade i Catalogue of Life.